# آینده (ترانه لوان)
«آینده»(به فرانسوی: Avenir) تک‌آهنگی از هنرمند اهل فرانسه لوان امرا است که در ۱ دسامبر ۲۰۱۴ منتشر شد.
این تک‌آهنگ در چارت‌های فرانسه در رتبه اول و در چارت‌های، والونیا، اتریش، جزو ده ترانه اول قرار گرفت.